# Валдек
Вижте пояснителната страница за други значения на Валдек.
Валдек (на немски: Waldeck) е средновековно самостоятелно графство през 14 век в Свещената Римска империя от 1180 до 1918 г. в Хесен, Германия.
От 1815 г. е като Княжество Валдек-Пирмонт (на немски: Fürstentum Waldeck und Pyrmont) член на Германския съюз и след това държава на Германската империя. Резиденция първо е замък Валдек на река Едер и от 1655 г. Аролсзн (днес Бад Аролзен). Княжеството съществува от 1625 г. от две териториално разделени части, бившето Графство Валдек (днес в Северен Хесен) и по-малкото Графство Пирмонт (днес в Южна Долна Саксония, Германия). От 1918 до 1929 г. е Свободна държава Валдек-Пирмонт (на немски: Freistaat Waldeck-Pyrmont) във Ваймарска република (днес в Хесен).

## История
Съществува от 1180 до 1918 г. От 1349 до 1929 г. има площ от 1121 км² и 56 224 (1871), 61 707 (1910), 55 816 (1925) жители. След това влиза в Хесен-Насау и Хановер. Управлява се от граф (до 1712) и княз (1712 до 1918) от фамилията Дом Валдек.
Прародителите на графовете на Валдек и князете на Валдек и Пирмонт са графовете на Шваленберг по мъжка линия (с Видекинд I като прабаща), също господарите на Итер по майчина линия.
Замъкът Валдек над река Едер е споменат за пръв път през 1120 г. На този замък от 1180 г. се нарича един клон от графовете на Шваленберг, след като Фолквин II получава замъка чрез женитбата му с Луитгард, дъщерята на граф Попо I от Райхенбах и Холенде и наследничка на Валдек. Този род успява да си създаде малко господство в Северен Хесен.
Граф Фридрих Антон Улрих фон Валдек и Пирмонт е изгнат на наследствен княз на 6 януари 1712 г. от император Карл VI и се нарича оттогава „княз на Валдек и Пирмонт“.

## Графове на Валдек
- 1137 – 1185: Фолквин I
- 1185 – 1209: Хайнрих I
- 1185 – 1189: Видукинд III
- 1185 – 1223: Херман III
- 1224 – 1249: Фолквин II
- 1218 – 1270: Адолф I
- 1270 – 1271: Адолф II
- 1271 – 1305: Ото I
- 1305 – 1344: Хайнрих IV
- 1344 – 1369: Ото II
- 1369 – 1397: Хайнрих VI

1397 Разделяне на Валдек цу Ландау (1397 – 1495) и Валдек цу Валдек (1397 – 1486)
1486 Разделяне на Валдек-Айзенберг и Валдек-Вилдунген

### Графове на Валдек и Пирмонт (Дом Валдек)
- 1706 – 1712: Фридрих Антон Улрих, 1712 г. от император Карл VI издигнат на наследствен княз

### Князе на Валдек и Пирмонт
- 1712 – 1728: Фридрих Антон Улрих
- 1728 – 1763: Карл Август Фридрих
- 1763 – 1812: Фридрих Карл Август (от 1805 само княз цу Валдек)
- 1812 – 1813: Георг I (1805 – 1812 принц цу Валдек и княз цу Пирмонт)
- 1813 – 1845: Георг II Хайнрих
- 1845 – 1893: Георг Виктор
- 1893 – 1918: Фридрих

### Шефове на Дом Валдек-Пирмонт
- 1918 – 1946: Фридрих
- 1946 – 1967: Йосиас
- от 1967: Витекинд